# 박상은 (의사)
박상은(朴相恩, 1958년 7월 15일~2023년 11월 5일)은 대한민국의 의사이다. 효산의료재단 샘병원 미션원장, 그리고 합동신학대학원 대학교에서 교수사역을 하였다. 
고려대학교 의과대학을 졸업, 고신대학교 의과대학 내과교수로 재직하고, 미국 세인트루이스대학에서 생명윤리를 연수하였다. 이후 성산생명윤리연구소 소장을 거쳐 대통령소속 국가생명윤리심의위원장을 역임하였으며, 현재는 샘병원 미션원장, (사)아프리카미래재단 대표, 한국생명윤리학회 고문, 행동하는 프로라이프 공동대표, 국제보건의료학회장을 역임하고 있다. 2023년 11월 5일에 베트남 다낭에서 안양샘병원 팀과 의료선교 활동 중 갑자기 쓰러져 심폐소생술(CPR)을 받으며 인근 병원으로 옮겨졌지만 사망했다.

## 학력
- 1976년 휘문고등학교 졸업
- ~1982년 고려대학교 의과대학 학사
- ~1989년 고신대학교 대학원 의과대학 석사
- ~1992년 고신대학교 대학원 의과대학 박사
- ~1996년 커버넌트 신학교 졸업

## 경력
- 1982년: 대한민국 의사면허 취득
- 2006년~2019년: 효산의료재단 샘병원 대표원장 (의료원장)
- 2019년~:  효산의료재단 샘병원 미션원장
- 1998년~2000년: 한국누가회 회장
- 1998년~2006년: 사단법인 한민족복지재단 의료위원장(대북의료지원담당)
- 2003년~2005년: 대한투석협회 부회장
- 2003년~2005년: 한국생명윤리학회 부회장
- 2006년~2008년: 대한기독병원협회 회장
- 2011년~2013년: 한국의료민간단체협의회 회장
- 2012년~2014년: 장기려기념 성산생명윤리연구소 소장
- 2012년~2014년: 사단법인 경기국제의료협회 회장
- 2014년~2016년: 사단법인 기독교의료선교협회 회장
- 2014년~2017년: 대통령소속 국가생명윤리심의위원회 위원장
- 2014년~2017년: 재단법인 국가생명윤리정책연구원 이사장
- 2017년~2019년: 사단법인 국제개발협력민간협의회(KCOC) 부회장
- 2019년~: 한국 말라리아퇴치연대(KEMA) 대표
- 2020년~: 행동하는 프로라이프 공동대표
- 2011년~: 사단법인 아프리카미래재단 대표

## 상훈
- 2005년 보건복지부장관상
- 2014년 경기도지사상
- 2015년 국민포장

## 저서
- 《의료윤리의 새로운 문제들》 (예영커뮤니케이션) 1997년 2월 28일 ISBN 	9788985313407
- 《인간배아 복제: 과학의 승리인가》 (CMP) 2004년 10월 ISBN 9788995239636
- 《의료선교학(공저)》 (연세대출판부) 2004년 11월 ISBN 9788971416686
- 《박용묵 목사의 10만명 전도의 꿈: 한국 기독교를 빛낸 위대한 부흥사 아버지 박용묵 목사의 믿음의 유산》 (국민일보) 2011년 4월 9일 ISBN 9788971543245
- 《현대 의료 선교학(공저)》 (미래사CROSS) 2018년 9월 28일 ISBN 9788970871134
- 《교회통찰(공저)》 (세움북스) 2020년 9월 20일 ISBN 9791187025719